# Raphaël Vago

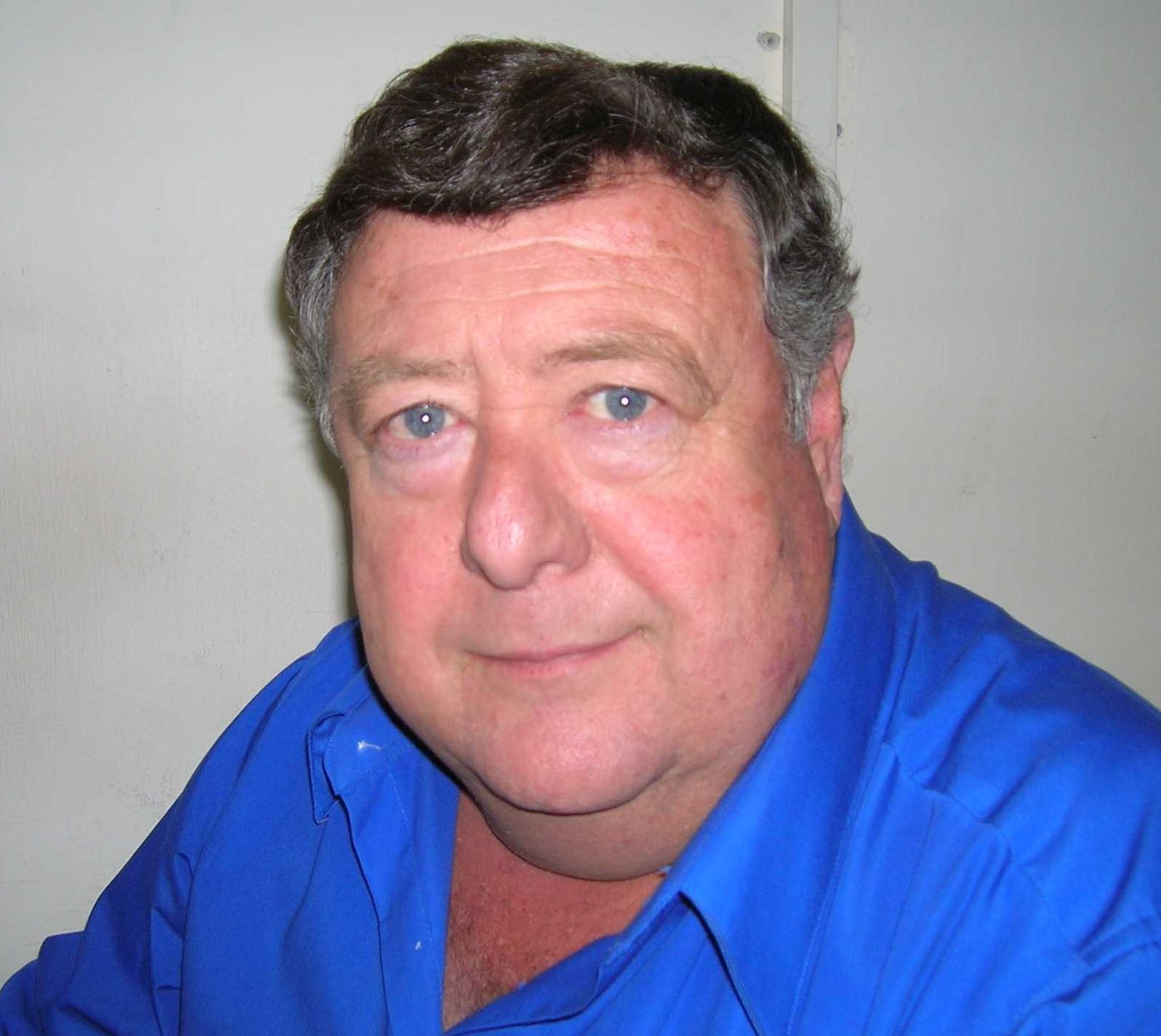
Raphaël Vago

Raphaël Vago (Hebreeuws: רפאל ואגו) (Cluj, 1946) is een Israëlisch historicus gespecialiseerd in de Holocaust en de joden- en zigeunervervolging.

## Biografie[1]
Vago werd geboren in Roemenië maar verhuisde in 1958 naar Israël. Hij studeerde geschiedenis en politieke wetenschappen aan de universiteit van Haifa tot 1972 en Oost-Europese geschiedenis aan de universiteit van Tel Aviv tot 1976. In 1981 legde hij zijn doctoraat af waarbij  Nationalism vs. Internationalism: Hungarian–Romanian Relations 1944-1977 het onderwerp van zijn doctoraatsstudie was.
Momenteel is hij verbonden aan het Centrum voor Rusland en Oost-Europa van de universiteit van Tel Aviv, waarvan hij tussen 1982 en 1986 directeur was. Hij doceert er over modern antisemitisme, Europese integratie, de Holocaust en minderheden in Europa.
Daarnaast doceert hij ook aan de internationale school voor de studie van de Holocaust van Yad Vashem. Tevens is hij een veelgevraagd deskundige en werkte hij onder andere mee aan twee documentaires.